# Suvermez, Derinkuyu
Suvermez là một thị trấn thuộc huyện Derinkuyu, tỉnh Nevşehir, Thổ Nhĩ Kỳ. Dân số thời điểm năm 2011 là 1.892 người.